# Simon Gjoni
Simon Gjoni, född 1926, död 1991, var en albansk kompositör vars låtar blivit mycket uppskattade i Albanien.
Han studerade vid gymnasiet i hemstaden Shkodra och studerade vidare vid Akademin för scenkonst i tjeckiska Prag åren 1952-1958. Under studievistelsen i Tjeckien dirigerade han kända operor.
Före universitetsstudierna lärde han sig spela ett flertal musikinstrument och ägnade sig intensivt åt sina musikaliska intressen.  Redan under sin ungdom komponerade han över 200 sånger som fick stor spridning i Albanien.
Efter slutförd skolgång återvände han hem och fick anställning som musiklärare och arbetade även för teatrar. Han utövade ett stort inflytande och främjade det albanska musiklivet.
Gjonis tid som kompositör visar ett brett register och han uppskattas fortfarande. På det musikvetenskapliga fältet skrev han ett flertal skrifter relaterad till albanskt musikkonst.